# Područje oko Hrvatske Kostajnice
Područje oko Hrvatske Kostajnice este o arie protejată (sit de importanță comunitară — SCI) din Croația întinsă pe o suprafață de 2.921,44 ha, integral pe uscat.

## Localizare
Centrul sitului Područje oko Hrvatske Kostajnice este situat la coordonatele 45°15′01″N 16°33′54″E / 45.250287°N 16.565127°E.

## Înființare
Situl Područje oko Hrvatske Kostajnice a fost declarat sit de importanță comunitară în iulie 2013 pentru a proteja 2 specii de animale.

## Biodiversitate
Situată în ecoregiunea continentală, aria protejată nu include niciun habitat protejat.
La baza desemnării sitului se află mai multe specii protejate de  mamifere (2): liliac cărămiziu (Myotis emarginatus), liliacul mare cu potcoavă (Rhinolophus ferrumequinum).